# Jo Dee Messina
Jo Dee Marie Messina (née le 25 août 1970) est une chanteuse américaine de musique country. Elle a classé six singles numéro un dans les charts de musique country. Elle a été honorée par la Country Music Association et l'Academy of Country Music et a été nommée pour deux Grammy Awards. Elle a été la première artiste country féminine à classer trois chansons numéro un sur plusieurs semaines issues du même album.

## Biographie

### Jeunesse
Messina est née Jo Dee Marie Messina le 25 août 1970 à Framingham, Massachusetts, de Vincent et Mary Messina. Son père, d'origine italienne et sa mère, d'origine irlandaise, l'ont élevée à Holliston, Massachusetts, aux côtés de ses sœurs, Terese et Marianne, et de son frère, Vincent. À 16 ans, elle joue dans des clubs locaux, où elle chante tandis que son frère et sa sœur l'accompagne à la batterie et à la guitare. Le groupe continue de se produire jusqu'à ce qu'elle obtienne son diplôme d'études secondaires.
Réalisant que vivre dans le Nord-Est limiterait ses chances d'atteindre la célébrité de la musique country, elle déménage à Nashville, Tennessee, à l'âge de 19 ans.
Une victoire lors d'un concours de talents la conduit à participer à un concert régulier dans l'émission de radio Live at Libby's, qui a suscité l'intérêt du producteur Byron Gallimore, qui l'a aidée à créer une cassette de démonstration. Gallimore travaillait également avec le jeune Tim McGraw à peu près à la même époque et Messina se lie d'amitié avec lui. Dans les coulisses de l'un de ses concerts, McGraw a rencontré un dirigeant de son label, Curb Records, et a suggéré en plaisantant qu'ils avaient besoin d'une rousse. Avec l'aide de l'autre producteur de Curb, James Stroud, Messina a été signé dans ce label. Gallimore et McGraw sont ensuite devenus coproducteurs des albums studio de Messina pour Curb.

### 1996–97: Premiers succès
Messina sort son premier album éponyme en 1996. Il a engendré deux succès dont son premier single, Heads Carolina, Tails California, qui a culminé au numéro deux des charts country, suivi de You 're Not in Kansas Anymore qui a remporté un succès similaire. Cependant, les deux singles suivants de l'album, Do You Wanna Make Something of It et He'd Never Seen Julie Cry n'ont pas atteint le top 40. Messina a donné 215 spectacles en 1996. Son premier album s'est vendu à plus de 500 000 exemplaires et a été certifié disque d'or par la RIAA.
Malgré le succès, Jo Dee Messina est en difficultés financières en raison d'une série de mauvaises décisions commerciales et d'un changement de direction qui l'ont amenée à faire faillite. Elle est sur le point de perdre sa maison et sa voiture. Elle passe près d'un an à essayer d'écrire de nouvelles chansons pour un nouvel album qui pourrait l'aider à se sortir. Elle sort les succès radio Bye, Bye et I'm Alright qui lui donnent une véritable seconde chance.

### 1998-2006

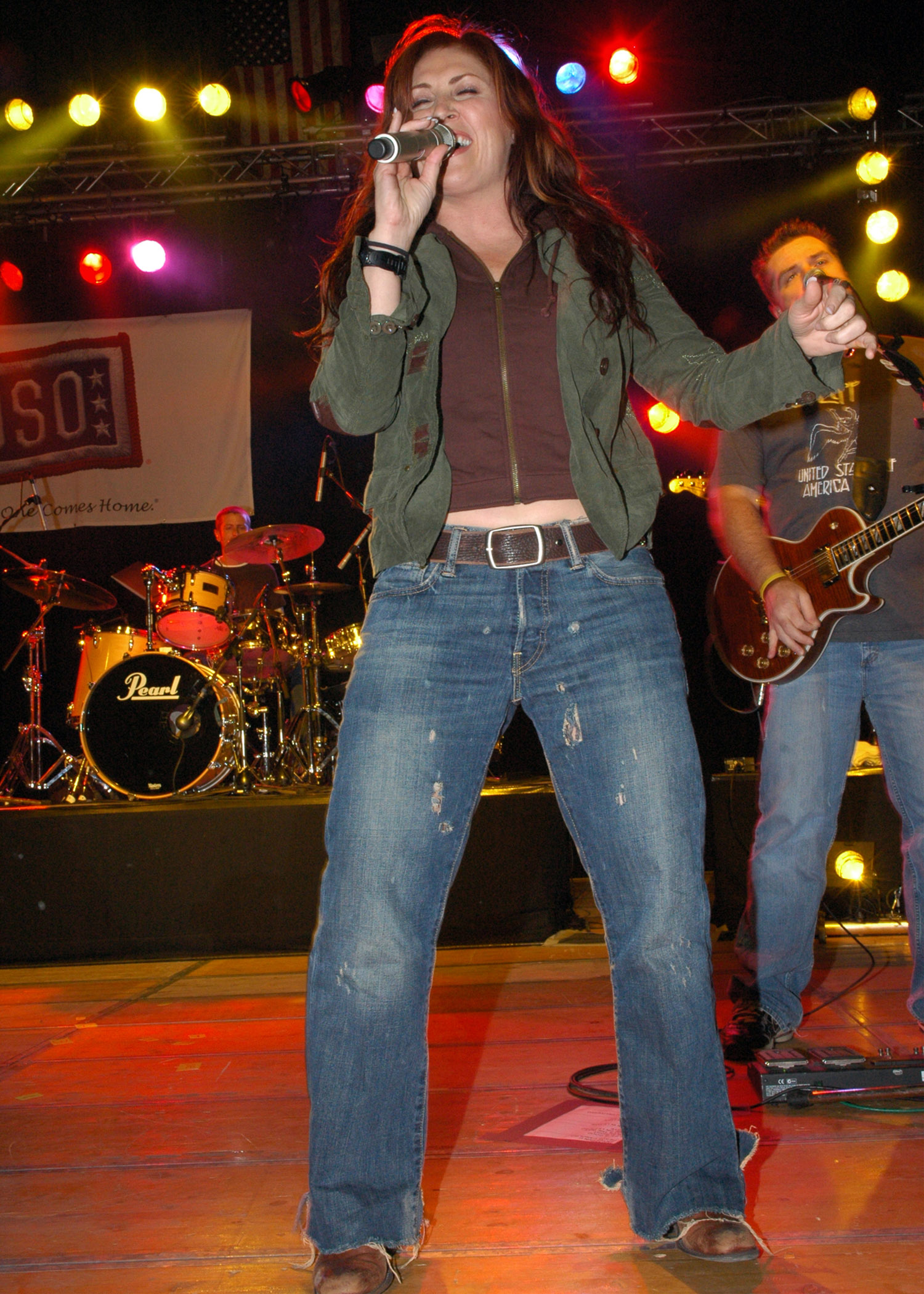
Jo Dee Messina à Naples en 2007.

Messina sort son deuxième album I'm Alright en 1998. Il engendre trois singles à succès numéro un sur le Billboard Country Chart cette année-là : Bye, Bye, I'm Alright et Stand Beside Me, qui se classent tous les trois également sur le Billboard Hot 100. Le quatrième single, Lesson in Leavin, était une reprise du hit country numéro un de Dottie West en 1980. La chanson a culminé au numéro deux pendant sept semaines. En 1999, elle a eu un autre hit dans le top 10 avec Because You Love Me, qui a atteint le huitième rang du Billboard Country Chart.
En 2000, Messina a reçu le prix Horizon de la Country Music Association, qui est décerné aux nouveaux artistes de musique country. Elle a également gagné le prix de la "Femme la plus jouée à la radio country" ("Most Played Female at Country Radio") et a remporté trois prix majeurs des Boston Music Awards, situés dans son état d'origine du Massachusetts.
L'album de Messina est également devenu son album le plus vendu à ce jour, se vendant à plus de deux millions d'exemplaires aux États-Unis, recevant une certification RIAA de double platine. À peu près à la même époque, Messina avait des rôles d'invité dans des séries télévisées ; Cra$h & Burn, Nash Bridges et Touched by an Angel. Elle a joué dans la série quelques années plus tôt et est restée en contact avec le producteur / créateur de l'émission. Dans l'épisode intitulé "Bring On the Rain" (nommé d'après une chanson à succès de Messina), elle est apparue dans le rôle d'Annie, une mère célibataire d'une adolescente.
Elle sort son troisième album studio, Burn en 2000, dans un style plus country pop. Le premier single de l'album, That's the Way a atteint la première place du Billboard Country Chart et est également devenu son single le plus haut sur le Billboard Hot 100, culminant au numéro 25. À la suite de ce succès, elle sort deux singles à succès supplémentaires avec Burn et Downtime.
Messina a eu un autre succès numéro un en 2001 avec Bring On the Rain, en duo avec Tim McGraw, qui est également devenu l'un des 10 premiers succès du classement Hot Adult Contemporary Tracks, culminant au sixième rang.
En plus des concerts en tête d'affiche, elle est également parti en tournée avec Vince Gill, George Strait et The Judds.
Messina a sorti son premier album de Noël en 2002 avec A Joyful Noise. La chanson principale est sortie en single et a atteint la seizième place en 2003. L'album se composait de reprises de chansons de Noël.
Messina prévoyait de sortir un nouvel album en 2003, mais un album compilation Greatest Hits est sorti à la place, en raison de retards. L'album reprenait la plupart des succès entre 1996 et 2003 ainsi que quatre nouvelles chansons ; Was That My Life et I Wish. L'album a également été certifié disque d'or.
En 2005, Messina sort Delicious Surprise, un nouvel album studio de musique country. Il atteint la première place du sur le Top Country Albums et la neuvième place sur le Billboard 200. Plus de 500 000 copies sont vendues et il devient son quatrième album à recevoir une certification de disque d'or. Le single principal, My Give a Damn's Busted (co-écrit par Joe Diffie), a atteint la première place du Billboard Country Chart. Les trois singles suivants — Delicious Surprise (I Believe It), Not Going Down et It's Too Late To Worry — étaient des succès mineurs.

### 2007–2012
Messina sort un nouveau single en juillet 2007, Biker Chick, issu de son cinquième album studio, Unmistakable.
Le 22 mars 2008, Messina sort le single I'm Done qui atteint la 34e place du Billboard Country Chart. Le 10 juin 2008, Messina et Phil Vassar ont ouvert le Festival de Musique CMA 2008, où elle a interprété Bye, Bye et I'm Alright, tous deux co-écrits par Vassar. Elle a également chanté son dernier single, I'm Done. Au début de 2009, elle a publié Shine, mais à la dernière minute, son label a décidé de ne pas le sortir et l'album a été repoussé.
En janvier 2010, Messina a sorti le single, That's God, bien qu'il n'ait pas réussi à se classer. Ayant eu son premier enfant en janvier 2009, Messina a été inspirée pour écrire la chanson tout en passant du temps avec son fils lors d'un voyage à Jasper, au Canada. Elle a annoncé plus tard que l'album serait publié dans une trilogie de pièces prolongées, à commencer par Unmistakable: Love, sorti le 27 avril 2010. Il a été suivi de deux autres pièces, Drive et Inspiration, toutes deux sorties le 9 novembre 2010, au format MP3.
En 2012, Messina a participé à la quatrième saison de l'émission de télé-réalité à succès de Bravo, Les Real Housewives d'Atlanta. Dans l'émission, Messine et l'acteur Kandi Burruss ont écrit en collaboration une chanson.
En décembre 2012, Messina a terminé son contrat de 17 ans avec Curb Records.

### Depuis 2013

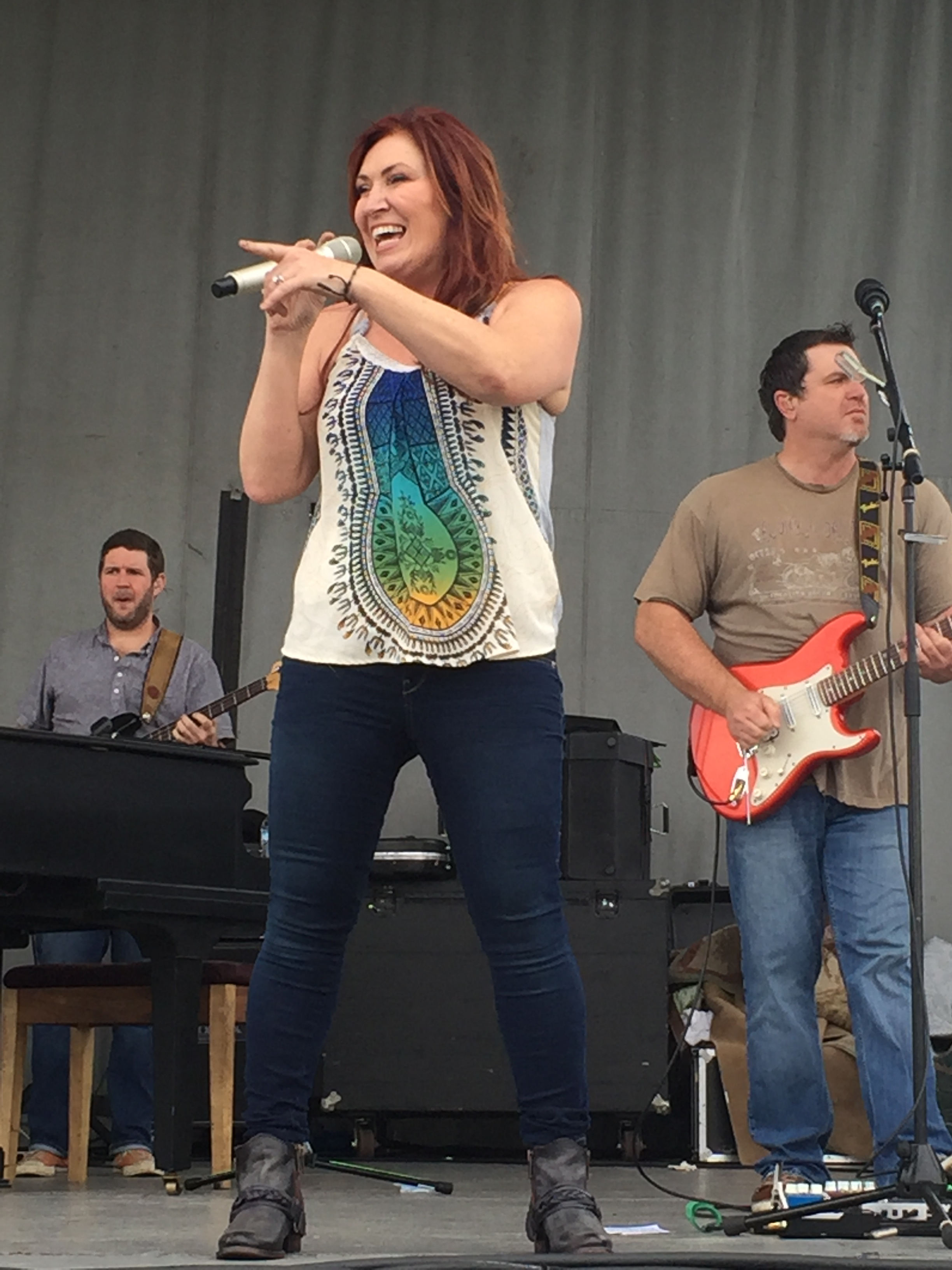
Jo Dee Messina en 2016.

En mai 2013, Messina a lancé une campagne Kickstarter pour financer son album. Le premier single, Peace Sign, est sorti le 23 août 2013 chez Dreambound Records. L'album complet, Me, est sorti le 18 mars 2014, avec 12 nouvelles chansons. A Woman's Rant et He Messed Up sont sortis en 2014 en singles. Messina s'est lancée dans le Me Tour en octobre 2014.
Messina a interprété de nouvelles chansons Will You Love Me et Masquerade lors de spectacles depuis 2015. Alors que Messina prévoyait qu'ils fassent partie d'un nouvel EP, intitulé Masquerade, elle a depuis réévalué la direction de sa musique et continue d'écrire en se basant principalement sur la foi et le partage de la parole de Dieu. 
En avril 2018, Messina est apparue sur Huckabee sur Trinity Broadcasting Network, pour faire ses débuts avec sa nouvelle chanson Bigger Than This. La chanson a attiré l'attention de l'industrie de la musique country et de la musique chrétienne.

### Vie personnelle
Messina s'est impliquée dans les Special Olympics. Elle est devenue ambassadrice et se produit lors d'événements.
En 2004, Messina a été fiancée à Don Muzquiz, mais a ensuite rompu les fiançailles. Cependant, les deux sont restés dans une relation d'affaires. Le 22 juin 2007, Messine a annoncé son engagement à l'homme d'affaires Chris Deffenbaugh du Nouveau-Mexique. Ils se sont mariés à Nashville à la fin de 2007. Un premier fils, Noah Roger Deffenbaugh est né le 19 janvier 2009, suivi de Jonah Christopher Deffenbaugh, né le 11 janvier 2012.
Le 6 septembre 2017, l'équipe de Jo Dee Messina a révélé qu'elle avait reçu un diagnostic de cancer non spécifié. Toutes les dates de tournée de 2017 après le 7 octobre ont été reportées car elle a subi des traitements à l'automne. Elle a repris sa tournée en mars 2018.

## Discographie
Albums studios
- 1996: Jo Dee Messina
- 1998: I'm Alright
- 2000: Burn
- 2005: Delicious Surprise
- 2014: Me

EPs et autres albums
- 2003: Greatest Hits
- 2010: Unmistakable: Love
- 2010: Unmistakable: Drive
- 2010: Unmistakable: Inspiration

## Récompenses

### Grammy Awards
Les Grammy Awards sont décernés chaque année par la National Academy of Recording Arts and Sciences. Messina a été nommée deux fois
| Année | Œuvre                               | Catégorie                              | Résultat   |
| ----- | ----------------------------------- | -------------------------------------- | ---------- |
| 2000  | That's The Way                      | Best Female Country Vocal Performance  | Nomination |
| 2001  | Bring On the Rain (avec Tim McGraw) | Best Country Collaboration with Vocals | Nomination |

### Autres récompenses
En plus de ses deux nominations aux Grammy Awards, Messina a également remporté un Academy of Country Music Award, un Billboard Magazine Award, trois Boston Music Awards et un Country Music Association Award.
| Année | Récompense,                      | Catégorie                                     |
| ----- | -------------------------------- | --------------------------------------------- |
| 1998  | Academy of Country Music Awards  | Top New Female Vocalist                       |
| 1999  | Billboard Magazine               | Most Played Country Female Artist of the Year |
| 1999  | Boston Music Awards              | Outstanding Country Act                       |
| 1999  | Boston Music Awards              | Outstanding Female Vocalist                   |
| 1999  | Boston Music Awards              | Act of the Year                               |
| 1999  | Country Music Association Awards | Horizon award                                 |